# Герб гмины Борковице
Герб гмины Борковице (пол. Herb gminy Borkowice) — официальный символ гмины Борковице, расположенной в Мазовецком воеводстве Польши.

## Описание
Официальное описание герба гмины Борковице:

Белый лебедь на красном щите с зелёным полукруглым дополнением внизу.
Оригинальный текст (пол.)Biały łabędź na czerwonej tarczy z zielonym, półkolistym dodatkiem u dołu.— Urząd Gminy Borkowice.
Лебедь заимствован из герба семьи Дуниных-Борковских, которые владели деревней Борковице с XIV по XVII век.
Проект герба был утверждён Геральдической комиссией и принят к использованию постановлением Совета гмины Борковице от 29 января 2009 года.